# Никола Лазетић
Никола Лазетић (Косовска Митровица, 9. фебруара 1978) је бивши српски фудбалер и актуелни председник фудбалског савеза Београда.

## Клупска каријера
Након доласка из Косовске Митровице, у којој је за играо за млађе категорије Трепче, постао је члан млађих категорија Црвене звезде и као талентован фудбалер рано је дебитовао и за први тим.
На Маракани су га се олако одрекли, па је Лазетић након каљења у Будућности из Ваљева, Железнику и Милиционару у сезони 1998/99. имао запажену улогу као првотимац Војводине. Још тада је дебитовао за национални тим СР Југославије.
Наредне године, постао је члан Обилића, у коме је провео сезону и по, а затим је почела инострана каријера.
Две сезоне је успешно играо за Фенербахче, са којим је освојио титулу и играо финале Купа Турске. Наредне године је био стандардан и играо је Лигу шампиона са Фенербахчеом. Након тога је прешао у Италију где је остао све до 2008. године. Прво је постао члан Комоа, тада новог члана италијанске Серије А, затим следи играње у Кјеву, Лацију, па прелазак у Ђенову, затим Сијену, Ливорно и Торино.
У Србију се вратио у зрелим годинама, са 30 година поново је постао члан Црвене звезде. Провео је две сезоне као играч београдских „црвено-белих” и као капитен предводио тим до трофеја у Купу Србије 2010. године. У сезони 2009/10. је изабран у тим идеалних једанаест играча домаћег првенства.
Последњи клуб му је била новосадска Војводина за коју је наступао у сезони 2010/11.

## Репрезентативна каријера
За фудбалску репрезентацију СРЈ и СЦГ је одиграо 25 утакмица и постигао 1 гол. Дебитовао је 23. априла 1998. године на пријатељском сусрету против Бразила (1:1) у Сао Луису, а последњи пут је дрес националног тима облачио 30. априла 2003. у пријатељском сусрету против Немачке (0:1) у Бремену.

## Приватни живот
Никола је срећно ожењен са Соњом и заједно су се остварили као родитељи 4 деце. Никола је стриц Марку Лазетићу младом и талентованом фудбалеру Милана.
Његов рођени брат Жарко је успешан тренер који је такође био фудбалер и током каријере је играо између осталог и за Партизан.

## Трофеји
Фенербахче
- Првенство Турске (1) : 2000/01.

Црвена звезда
- Куп СР Југославије (2) : 1995/96, 1996/97
- Куп Србије (1) : 2009/10.